# Síndrome de Rett
La síndrome de Rett o trastorn de Rett és un trastorn generalitzat del desenvolupament que pot afectar els infants, especialment les nenes. Aquesta patologia neurològica complexa presenta una simptomatologia diversa, però es caracteritza per una desacceleració del creixement cranial posteriorment als cinc mesos de vida, acompanyada de deteriorament psicomotor progressiu, sovint amb símptomes d'autisme i amb pèrdua progressiva del llenguatge. La síndrome de Rett és una patologia associada generalment a una mutació espontània del gen MECP2, un interruptor epigenètic que controla l'expressió de diverses proteïnes.
Encara que sigui poc coneguda és la causa de retard mental més freqüent en nenes després de la Síndrome de Down. Concretament, afecta a 1 de cada 12.000 - 15.000 nenes nascudes vives. Es calcula que a Espanya n'hi ha 3.000 d'afectades i, a Catalunya, 400. A nivell mundial es calcula que n'hi pot haver 300.000.

## Característiques
Són nenes que, malgrat néixer "aparentment bé", tenen una mutació genètica que, quan es manifesta, els impedeix tenir control sobre el seu cos: no tenen cap autonomia, no parlen, no poden fer servir les mans, moltes ni caminen, no entenen, tenen crisis epilèptiques, escoliosi…
La raó és que les nenes neixen amb dos cromosomes X i si un d'ells té una mutació, l'altre cromosoma X les compensa i poden sobreviure. Els nens disposen d'un cromosoma X i un cromosoma Y. Si el X porta la mutació només poden sobreviure si aquesta està parcialment afectada.
És una malaltia hereditària i, gairebé sempre, és una mutació que pot afectar qualsevol família. Moltes de les nenes que pateixen aquesta malaltia no estan diagnosticades..

## Tipologies en la sindrome de Rett i possibles variants
Síndrome de Rett clàssica: Aquestes nenes encaixen en les directrius dels "Criteris Diagnòstics". El diagnòstic del SR Clássic ha d'incluir, tres dels criteris necessaris i cinc dels "criteris de suport".
Síndrome de Rett provisional: Edat 1-3, amb alguns signes clínics de SR, però no les suficients per coincidir plenament amb els "Criteris Diagnóstics".
Sindrome de Rett atípic: Aquelles persones que no s'ajusten a tots els "Criteris Diagnostics" del SR clàssic. Suposen un 15% dels casos diagnosticats.
Formes "Frustra": Es considera la variant mes frequent dins de les formes atípiques. La regressió al desenvolupament comença més tard (a vegades fins als 3 o 4 anys) i menys intensa que en la forma clàssica, podent conservar-se una acceptable capacitat en la producció del llenguatge.
Variant amb llenguatge conservat: Aquestes pacients conserven algunes paraules o frases, encara que generalment sense sentit comunicacional.
Variant de començament precoç amb crisis: Es caracteritza per la presentació inicial de crisis epiléptiques en forma d'espasmos infantil, amb hipsarritmia i desorganització intensos en l'activitat elèctrica cerebral, quasi sempre molt resistents al tractament antièpilectic.

## Història
La síndrome de Rett és un trastorn neurològic de base genètica que va ser descobert el 1966 pel doctor Andreas Rett de Viena, Àustria, però va tenir molt poca difusió. A finals de 1983 el doctor Bengt Hagberg de Suècia amb els seus col·legues de França i Portugal van publicar en anglès en una revista de gran difusió una revisió de la Síndrome de Rett sobre 35 casos. El gener de 1985 el doctor Rett va visitar l'institut John F. Kennedy per nens amb malalties neurològiques de Baltimore on es va organitzar la primera reunió als Estats Units sobre la malaltia.

## Investigació
A la Fundació de l'Hospital Sant Joan de Déu de Barcelona, en coordinació amb altres centres de recerca del món, es va crear el grup Malalties del desenvolupament neuronal: síndrome de Rett, amb un equip de metges dirigits per la doctora Mercè Pineda, neuropediatra especialista en la síndrome de Rett amb prestigi internacional. El grup ha desenvolupat diversos estudis des del 2007 per avançar en el coneixement de la malaltia.
La periodista Elisabet Pedrosa, mare d'una nena amb síndrome de Rett, ha escrit el llibre Criatures d'un altre planeta (La Magrana/Dèria Editors) per recaptar fons per a la investigació. Cada lector destinarà un euro i mig a aquest propòsit, el 100% dels drets d'autor. A més, també servirà per donar a conèixer una malaltia molt poc coneguda.